# Old Shatterhand (película)
Old Shatterhand —conocida en español como La última lucha del Apache y también como La última batalla de los apaches— es una película germano-franco-italiana de 1964 dirigida por Hugo Fregonese y protagonizada por Lex Barker y Pierre Brice. Se trata de un eurowestern producido por CCC Film para aprovechar el éxito de El tesoro del lago de plata y Winnetou 1. Teil, rodadas por una productora rival. Contó con los mismos actores que protagonizaron las películas imitadas y utilizó los famosos personajes creados por Karl May sin basarse en ninguna de sus novelas. Fue rodada en parajes naturales de Yugoslavia y en estudio en Eastmancolor y Superpanorama 70.

## Sinopsis
Un grupo de bandidos y comanches asesina al matrimonio Baxter y deja en el lugar los cadáveres de dos apaches para inculpar al pueblo dirigido por Winnetou. Old Shatterhand salva a Tujunga —hijo adoptivo del caudillo apache— cuando va a ser linchado por los bandidos. Estos son comandados por Dixon, quien sigue las órdenes de Bradley, capitán del  Ejército. Old Shatterhand lleva a la ciudad a la mestiza Paloma Blanca y al pequeño hijo de los Baxter, quien sobrevivió al ataque y puede testificar quienes son los asesinos. De camino, se unen a una caravana guiada por Sam Hawkens y escoltada por soldados al mando del capitán Bradley y su cómplice, el cabo Bush. Estos conducen a la caravana a una emboscada con la que intentan implicar una vez más a los apaches.
Old Shatterhand y Winnetou intentan desentrañar la trama criminal para evitar la guerra. Winnetou desafía a Oso Negro, jefe de los comanches y le mata en combate individual. Mientras, el capitán Bradley intenta convencer al general Taylor y al coronel Hunter de la culpabilidad de los apaches, algo que se resisten a creer. Con tal motivo, se entrevistan con Winnetou y Old Shatterhand les informa de que dispone del joven Tom Baxter como testigo. Enterado de ello Bradley, Joe Burker —uno de los hombres de Dixon— asesina al pequeño aprovechando una exhibición de tiro. Mientras, el general Taylor se ausenta debido a la firma del tratado con los apaches y deja al mando al coronel Hunter.
Old Shatterhand se dirige al rancho de Burker a investigar y Dixon y sus hombres intentan asesinarle, pero Dixon es malherido y Burker, capturado. Este es conducido al campamento apache, donde firma una confesión a cambio de ser liberado. Bradley y Bush conocen por Dixon lo sucedido y queman el rancho de Burker. Luego Bush mata a Burker. Cuando Winnetou y Old Shatterhand acuden al fuerte, se enteran de que el coronel ha fallecido y Bradley les deja en libertad solo a cambio de que le entreguen la confesión de Burker.
Tujunga salva a Paloma Blanca de ser violada por un soldado, pero es capturado y conducido al fuerte. La guerra es inevitable y los apaches atacan el fuerte. Durante el combate, Tujunga escapa y hace volar el polvorín, lo que ocasiona su propia muerte y la de Bush. El regreso del general Taylor acaba con el combate. Bradley es arrestado y la paz se restablece.

## Producción
En 1962 el productor alemán Horst Wendlandt decidió intentar la adaptación de las novelas del Oeste escritas por Karl May y comenzó con El tesoro del lago de plata. El rotundo éxito de la película decidió a Wendlandt a convertir el proyecto en una serie, por lo que al año siguiente estrenó Winnetou 1. Teil, que también tuvo una gran aceptación por parte del público.
Unos años antes, el avispado productor Artur Brauner había tenido a sus órdenes a Wendlandt en su productora CCC Film Produktion, por lo que conocía su valía. Brauner tenía fama en el sector de copiar los éxitos de otros. En esa línea, concibió la idea de producir otra película protagonizada por los personajes de May para aprovechar el éxito de la serie. Aunque Wendlandt había adquirido los derechos de todas las novelas de May ambientadas en el Oeste, los personajes estaban en el dominio público. Por tanto, Brauner decidió rodar una película protagonizada por Old Shatterhand y Winnetou con un argumento y un título que no guardaran relación con ninguna de las novelas de May. El guion fue obra de dos veteranos escritores: el húngaro Ladislas Fodor y el alemán Robert A. Stemmle.
El astuto productor no escatimó recursos. El presupuesto se fijó en seis millones de marcos, superior a cualquier eurowestern alemán precedente. Pactó un régimen de coproducción con una empresa francesa y otra italiana. Además, al igual que Wendlandt, llegó a un acuerdo de producción con otra firma yugoslava que proporcionó apoyo para el rodaje en los bellos escenarios balcánicos. Se levantó un fuerte en Popovopolje, para lo que fue necesario construir una carretera que permitiera el transporte de los materiales. La ciudad fue levantada en Trebinje, con calles de hasta ciento ochenta metros de largo. En cuanto al poblado apache, se instaló en el Parque nacional Krka, exhibiendo sus hermosas cataratas.
Como director fue contratado el argentino Hugo Fregonese, quien ya había trabajado con Brauner ese mismo año en una de sus películas sobre el Doctor Mabuse. La banda sonora fue encargada al italiano Riz Ortolani, quien ya había trabajado en otros eurowesterns. Sus melodías no tuvieron tanto éxito popular como las de Martin Böttcher en las películas producidas por Wendlandt.
La película no estaba pensada solo para el mercado alemán, sino para el internacional. Para ello se contó con intérpretes y técnicos de diversas nacionalidades. También la trama era más violenta de lo habitual, mostrando incluso el asesinato de un niño. Esto hizo que en la República Federal Alemana (RFA) fuera clasificada para mayores de dieciséis años.

## Intérpretes y personajes

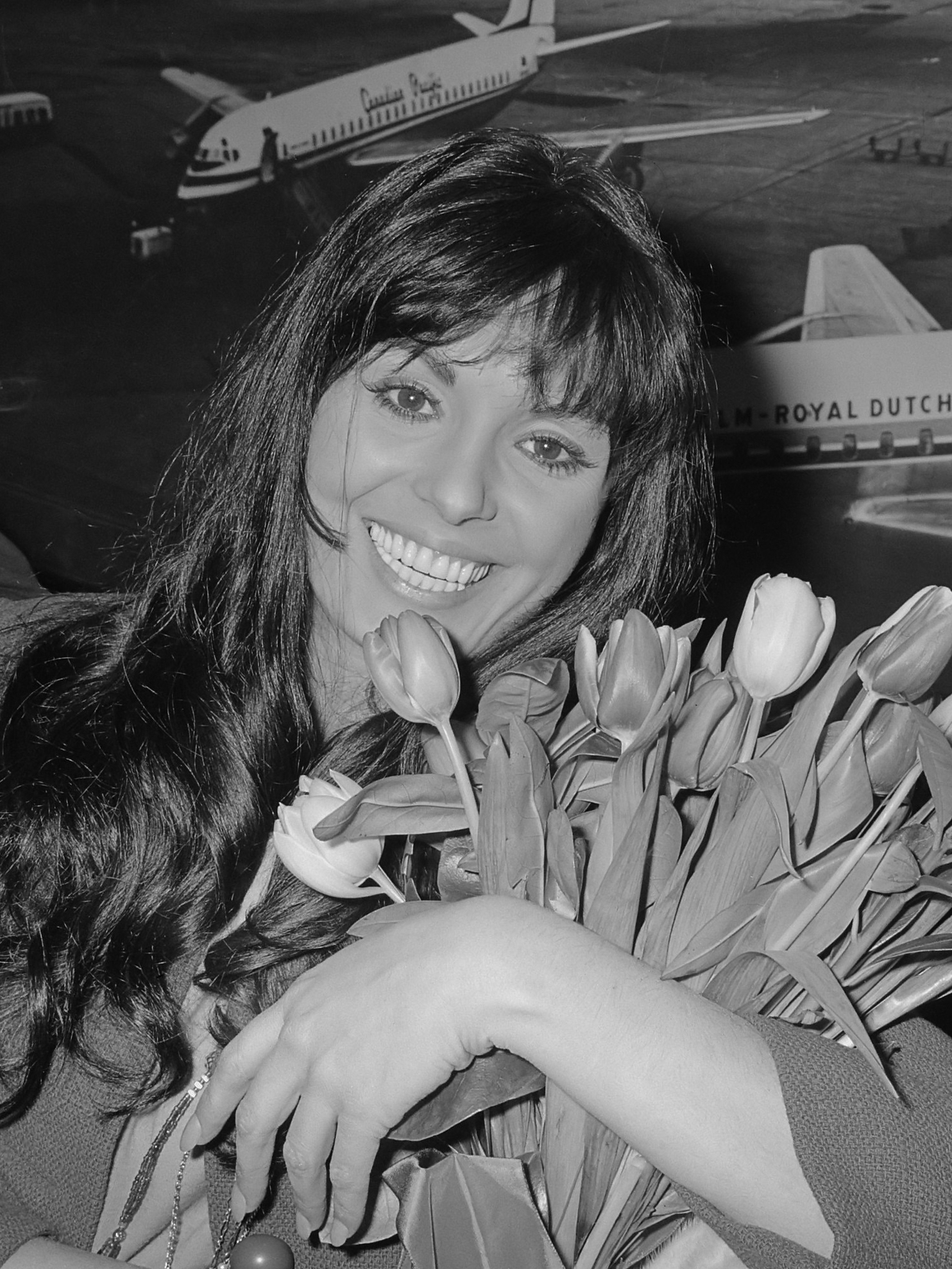
Daliah Lavi interpretó a la hermosa mestiza Paloma Blanca.

Para los principales papeles, Brauner contó con los mismos actores que habían protagonizado las dos películas de la serie de Wendlandt. El avispado productor había conocido unos años atrás al neoyorkino Lex Barker durante una fiesta celebrada en Roma y le había contratado para que participara en sus películas sobre el Doctor Mabuse. Ahora volvió a contar con él para que interpretara al héroe Old Shatterhand que da título al filme. A su lado estarían nuevamente el francés Pierre Brice en el papel del caudillo apache Winnetou y el actor cómico alemán Ralph Wolter, muy popular en su país.
El reparto internacional fue completado con la israelí Daliah Lavi, quien interpreta a la mestiza Paloma Blanca, y un trío de villanos compuesto por el estadounidense Guy Madison, el uruguayo-mexicano Gustavo Rojo y el italiano Rik Battaglia.

### Reparto
| - Lex Barker — Old Shatterhand - Guy Madison — Capitán Bradley - Rik Battaglia — Dixon - Mirco Ellis — Joe Burker - Tom Putzgruber — Tom Kampendijk | - Pierre Brice — Winnetou - Ralph Wolter — Sam Hawkens - Kitty Matern — Rosemary - Bill Ramsey — Timple | - Daliah Lavi — Paloma Blanca - Gustavo Rojo — Cabo Bush - Charles Fawcett — General Taylor - Nicol Popovic — Sheriff Brandon - Jim Burke — Coronel Hunter |

## Recepción
La película tuvo un gran éxito comercial a pesar de su calificación por edades, lo que permitió recuperar la cuantiosa inversión y obtener beneficios. Fue la película más taquillera en la RFA en su temporada después de Winnetou 1. Teil. Sin embargo, Brauner decidió no rodar más filmes protagonizados por Winnetou y Old Shatterhand. En su lugar se dedicó a filmar películas basadas en novelas de Karl May ambientadas en Oriente Medio y protagonizadas por Kara Ben Nemsi, para lo que siguió contando con Lex Barker y Ralf Wolter. Debido al número de espectadores, la película recibió un premio Pantalla Dorada.

## Emisión por televisión
Contrariamente a la práctica habitual en la época, Brauner decidió no reestrenar la película en salas de cine, sino vender los derechos de emisión por televisión tan solo al año siguiente del estreno. Esta decisión provocó las protestas de la asociación que representaba a los exhibidores cinematográficos, que finalmente consiguieron retrasar el pase televisivo hasta 1970.